# Fokov steber
Fokov steber (italijansko Colonna di Foca) je rimski monumentalni steber v Rimskem forumu v Rimu, Italija. Postavljen je bil pred Rostro in posvečen ali ponovno posvečen v čast vzhodnorimskega cesarja Foka 1. avgusta 608 in je bil zadnji dodatek Forumu Romanum. Kaneliran korintski steber je visok 13,6 m na svojem kockastem belem marmornem podstavku. Zdi se, da je bil na stilistični podlagi steber izdelan v 2. stoletju za neznano strukturo in nato uporabljen za ta spomenik. Prav tako je bil podstavek iz starejšega materiala uporabljen v podporo kipu, posvečen Dioklecijanu; nekdanji napis je bil izklesan, da bi zagotovil prostor za kasnejše besedilo.
Baza stebra je bila odkrita leta 1813, napis na njej je v latinščini:
 Optimo clementiss [imo piissi] moque / načelo domino n [ostro] / F [ocae imperat] ori / perpetuo ad [e] o koronato, [t] riumphatori / sempre Augusto / Smaragdus ex praepos [ito] sacri palatii / ac patricius et exarchus Italiae / devotus eius clementiae / pro innumerabilibus pietatis eius upravičenke in pro quiete / procurata Ital [iae] ac konzervata libertate / hanc sta (tuam maiesta) tis eius / auri splend (ore fulge) ntem huic / sublimi colu (m) na ( e ad) perennem / ipsius gloriam imposuit ac dedicavit / die prima mensis Augusti, obtoži [ione] in [icesima] / p [ost] c [onsulatum] pietatis eius anno quinto.
V prevodu pa približno:
 Za najboljšega, najčistejšega in pobožnega vladarja, našega gospoda Foka, večnega cesarja, ki ga je Bog okronal, vedno avgust triumphator (zmagovalec), je Smaragd, nekdanji praetpositus sacri palatii in patricius in italijanski eksarh, posvetil svoji milosti za nešteto ugodnosti svojih pobožnost in mir za Italijo in njeno svobodo ohranil, ta kip njegovega veličanstva, ki je utripal od sijaja zlata tukaj na tem najvišjem stebru, za njegovo večno slavo se postavlja in posveča, prvi dan meseca avgusta, v enajstem indiktu v petem letu po konzulatu njegove pobožnosti,
Točna priložnost za to čast je neznana, čeprav je Fok uradno podaril Panteon papežu Bonifaciju IV., ki ga je ponovno posvetil vsem mučenikom in Mariji (Sancta Maria ad Martyres). Na vrhu stebra je postavil Smaragd, eksarh iz Ravene, "bleščeč" pozlačen kip Foka (ki je verjetno le na kratko ostal tam). Namesto prikaza, ki bi označeval papeževo hvaležnost, kot je včasih nenamerno razglašena, je bil pozlačen kip bolj verjetno simbol imperialne suverenosti nad Rimom, ki je hitro padel pod pritiskom Langobardov in osebni znak hvaležnosti Smaragda, ki ga je Fok odpoklical iz dolgega izgnanstva in se zahvalil cesarju, da je prevzel svoj položaj v Raveni.
Oktobra 610 so Foka strmoglavili in ubili; njegovi kipi so bili povsod uničeni. 
Spomenik je še danes na prvotni lokaciji (in situ). Njegov izoliran, prostostoječ položaj med ruševinami je vedno predstavljal mejnik v Forumu in se pogosto pojavlja v vedutah in gravurah. Zvišanje tal zaradi mulja in ruševin je podstavek popolnoma zakopalo do takrat, ko sta Giuseppe Vasi in Giambattista Piranesi izdelala gravure in jedkanice stebra sredi 18. stoletja. Kvadratna osnova iz opeke (ilustracija, desno) ni bila prvotno vidna, saj sedanja raven foruma ni bila izkopana do njegovega prejšnjega avgustovega tlaka vse do 19. stoletja.